# Sam Vincent
James Samuel "Sam" Vincent (Lansing, Míchigan, 18 de mayo de 1963) es un exjugador y entrenador de baloncesto estadounidense que disputó un total de 7 temporadas en la NBA a finales de los 80. Es el hermano del también jugador de baloncesto Jay Vincent.

## Trayectoria deportiva

### Universidad
Jugó durante 4 años en la Universidad Estatal de Míchigan, con la que fue elegido All America en 1985. Promedió 16,8 puntos, 3 rebotes y 2,8 asistencias.

### Profesional
Fue elegido en el Draft de la NBA de 1985 por los Boston Celtics, en la vigésima posición de la primera ronda. En los dos años que permaneció allí apenas pudo disponer de minutos de juego, con compañeros de equipo como Dennis Johnson, Larry Bird, Danny Ainge o Robert Parish. De todas formas, consiguió su único anillo de campeón con ellos, en 1986. En 1987 es traspasado a Seattle Supersonics, donde apenas juega media temporada, siendo transferido a Chicago Bulls, donde por fin puede disponer de minutos de juego, firmando su mejor campaña en 1988 con 13,4 puntos y 8,4 asistencias. A pesar de ello, es nombrado elegible para el draft de expansión de 1989, siendo elegido por los Orlando Magic, donde disputaría 3 temporadas, poniendo fin a su carrera en la NBA en 1992.

### Entrenador
A finales de los años 90, Vincent inició su periplo mundial como entrenador, ejerciendo como tal en Sudáfrica, Grecia y Holanda. Dirigió también con éxito a la selección femenina de Nigeria en los Juegos olímpicos de Atenas 2004, logrando la medalla de oro por primera vez para un equipo africano al derrotar a Corea del Sur en la final.
En la temporada 2005-2006 dirigió a los Fort Worth Flyers de la NBA Development League, ese verano fue seleccionador de Nigeria masculino en los Campeonatos del Mundo de Baloncesto de 2006, torneo en el cual la selección española consiguió el oro. Tras trabajar como entrenador asistente en Dallas Mavericks, en mayo de 2006 fichó por Charlotte Bobcats como técnico.

## Logros personales
- Campeón de la NBA en 1986.